# Вестендорп, Жерар Даниэль
Жерар Даниэль Вестендорп (фр. Gérard Daniel Westendorp; 1813—1868) — бельгийский миколог голландского происхождения.

## Биография
Жерар Даниэль Вестендорп родился 8 марта 1813 года в Гааге. В 1829 году в возрасте 16 лет поступил в Брюссельское медицинское училище. В 1830 году во время Бельгийской революции был военным врачом, лечившим нидерландских солдат. В 1836 году переехал в Бельгию и также стал военным врачом. В это время Вестендорп изучал микологию, бриологию и палеонтологию. Был главным редактором второго тома книги Prodromus Florae Bataviae, изданного в 1866 году. Самой известной работой Вестендорпа была Herbier cryptogamique ou Collection des plantes cryptogames qui croissent en Belgique, издаваемая с 1845 по 1860. Затем была издана работа Cryptogames classées d'après leurs stations naturelles. Вестендорп скончался 31 января 1868 года в Дендермонде.

## Виды грибов, названные в честь Ж. Д. Вестендорпа
- Aspergillus westendorpii Sacc. & Marchal, 1885
- Discula westendorpii M.Morelet, 1968 [syn.  Amphiporthe leiphaemia (Fr.) Butin, 1980]
- Naemospora westendorpii Sacc., 1883
- Phoma westendorpii Tosq., 1857
- Phyllosticta westendorpii Thüm., 1880
- Septoria westendorpii G.Winter, 1887
- Thecaphora westendorpii A.A.Fisch.Waldh., 1877
- Tiarospora westendorpii Sacc. & Marchal, 1886